# Карлівська міська територіальна громада
Карлівська міська територіальна громада — територіальна громада в Україні, у Полтавському районі Полтавської області, з адміністративним центром у місті Карлівка.

## Загальна інформація
Площа території — 333,9 км², населення громади — 20 674 осіб, з них: міське населення — 14 292 особи, сільське — 6 382 особи (2020 р.).

## Населені пункти
До складу громади увійшли м. Карлівка, села Бабайкове, Володимирівка, Давидівка, Короленківка, Лип'янка, Максимівка, Павлівщина, Попівка, Розумівка, Тарасівка, Ясне та селища Голобородьківське, Михайлівське, Іванівка, Солона Балка, Тагамлицьке.

## Старостинські округи
Попівський, Лип'янський, Голобородьківський, Максимівський.

## Історія
Створена у 2020 році, відповідно до розпорядження Кабінету Міністрів України № 721-р від 12 червня 2020 року «Про визначення адміністративних центрів та затвердження територій територіальних громад Полтавської області», шляхом об'єднання територій та населених пунктів Карлівської міської та Голобородьківської, Лип'янської, Максимівської, Попівської сільських рад Карлівського району Полтавської області.